# Хитови 2
Хитови 2 е петият компилационен албум на Цеца, издаден през 2000 година от Hi-Fi Centar. Съдържа 19 песни от периода 1989-1999 г.

## Песни
1. Кукавица
2. Куда иду остављене девојке
3. Опрости ми сузе
4. Пустите ме да га видим
5. Да ли то љубав прави од нас слабиће
6. Иди док си млад
7. Да си некад до бола волео
8. Маскарада
9. Рођен с грешком
10. Мртво море
11. Вотка с утехом
12. Жарила съм жар
13. Доказ
14. Црвено
15. Девојко вештице
16. Волела съм волела
17. Лепотан
18. Није монотонија
19. Неваљала